# Palacio de Dresde

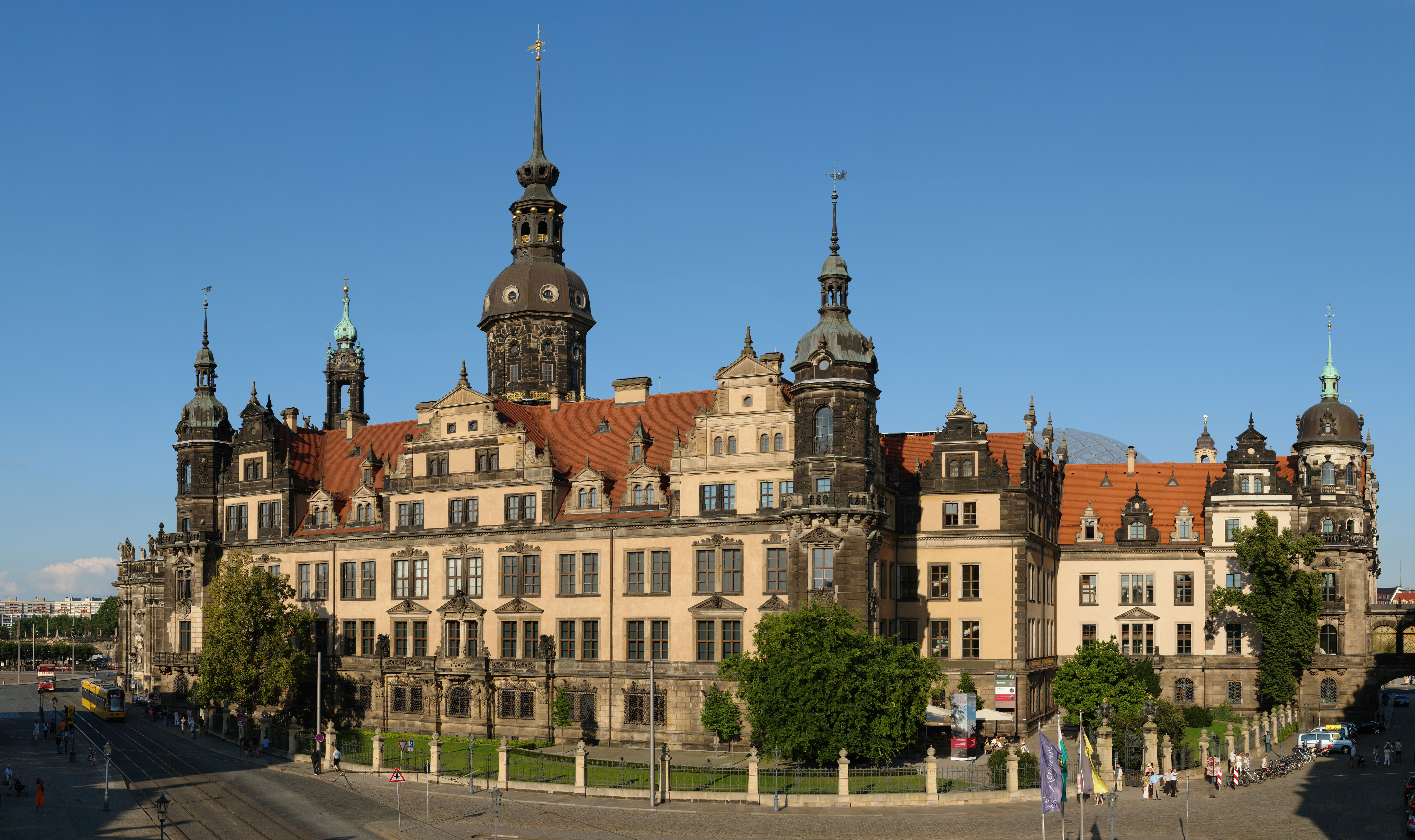
Palacio de Dresde, en 2008.

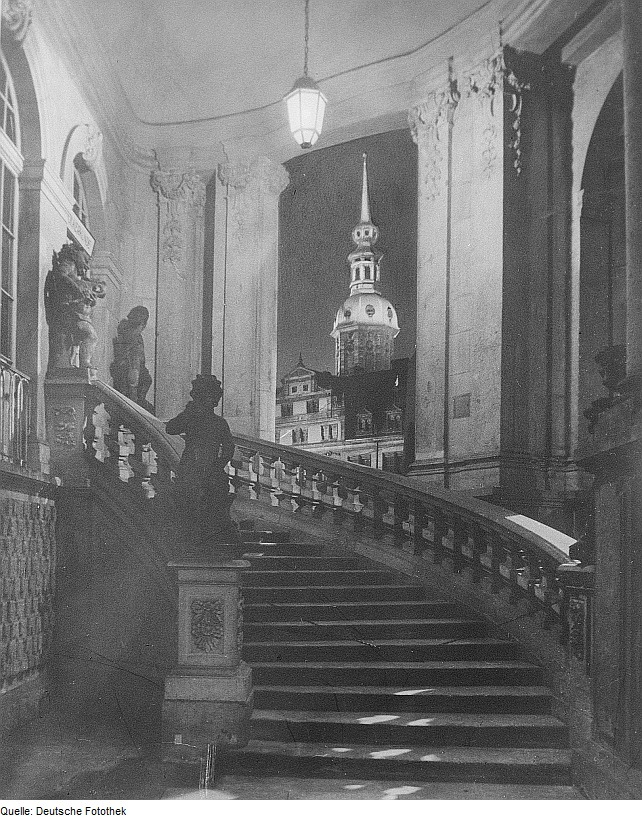
Perrera, pabellón Glockenspiel, con vistas a la torre del palacio.

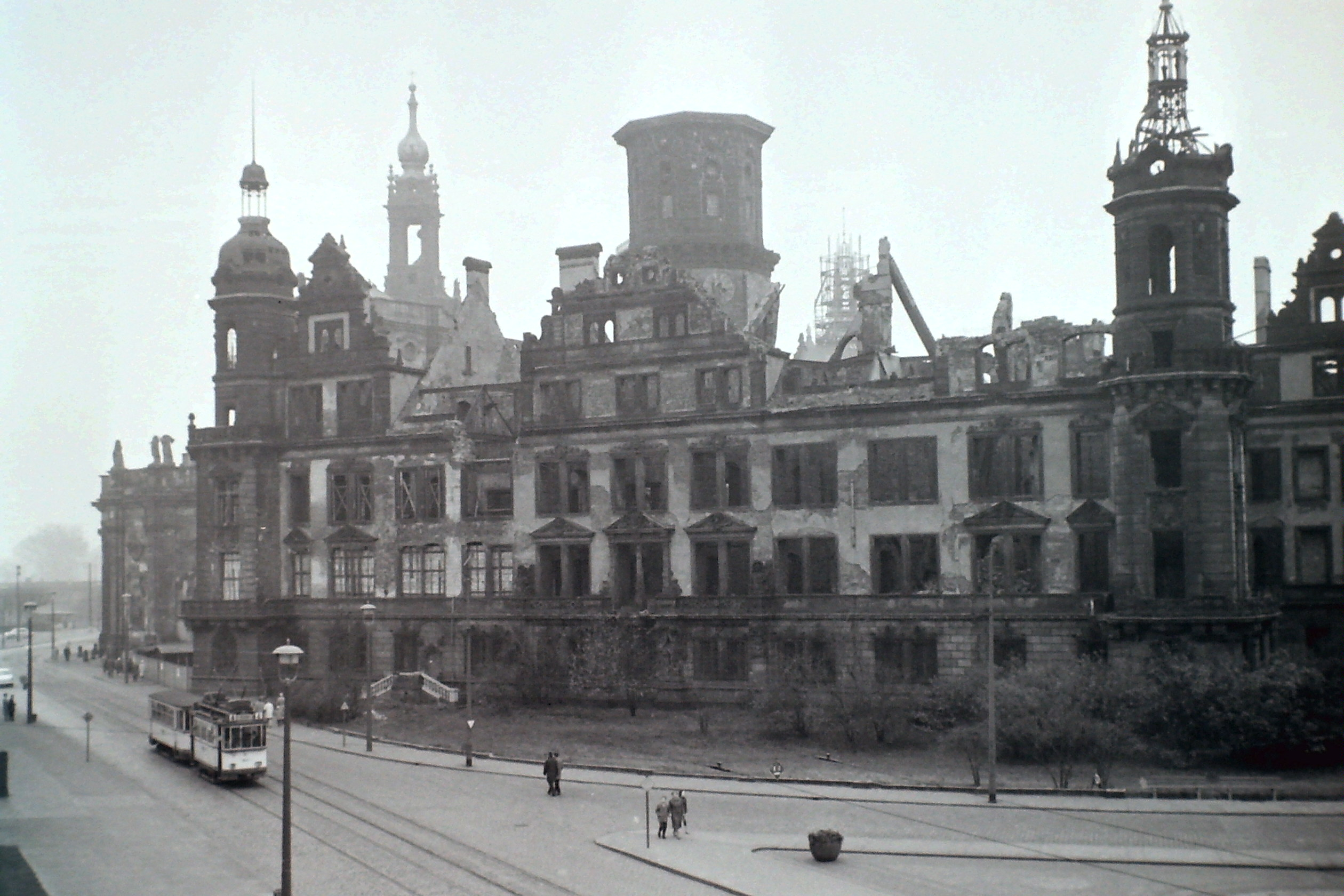
El palacio aún en ruinas, en noviembre de 1965.

El Palacio de Dresde (del alemán: Dresdner Residenzschloss) es uno de los edificios más antiguos de la ciudad alemana de Dresde. Ha sido residencia de los electores (1547-1806) y reyes (1806-1918) de Sajonia. Desde el punto de vista arquitectónico, el palacio aúna varios estilos, desde el Románico hasta el Barroco.

## Historia
El palacio original consistía en un torreón románico, construido hacia el año 1200 y ampliado entre 1471 y 1474 por el maestro constructor Arnold de Westfalia. A mediados del siglo XVI se hizo una ampliación de estilo renacentista. Tras sufrir las consecuencias de un gran incendio en 1701, Augusto el Fuerte mandó reconstruir gran parte del mismo en estilo barroco. Durante el reinado de éste y a lo largo de dos periodos distintos, se crearon en el ala occidental las salas del tesoro. Del primer periodo (1723-1726) datan las salas Silberzimmer ("habitación de plata"), Wappenzimmer ("de los escudos") y Pretiosensaal ("sala de las preciosidades"). En la segunda fase (1727-1729) se construyeron las salas Kaminzimmer ("habitación de la chimenea"), Juwelenzimmer ("de las joyas"), Elfenbeinzimmer ("de marfil") y Bronzezimmer ("de bronce").
Coincidiendo con la llegada del siglo XX, se llevó a cabo una reconstrucción de estilo neorrenacentista, tras lo cual se sucedieron diversas modernizaciones, como la instalación de calefacción por debajo del piso o el alumbrado eléctrico (1914).
La mayor parte del palacio resultó destruida tras el bombardeo de Dresde de la Segunda Guerra Mundial, entre el 13 y el 14 de febrero de 1945. Especialmente dañadas resultaron las salas Wappenzimmer, Juwelenzimmer, Silberzimmer y Bronzezimmer. Afortunadamente, durante los primeros años de la guerra las autoridades habían puesto las colecciones a salvo en el castillo de Königstein.
En los primeros 15 años de la posguerra no se produjo ningún intento de reconstruir el palacio, exceptuando la instalación en 1946 de un tejado provisional. Durante la década de 1960, comenzó la reconstrucción con la instalación de ventanas nuevas. Desde entonces, se han completado multitud de reformas. El famoso Grünes Gewölbe ("bóveda verde") fue reabierto en el palacio en 2005. Allí se pueden admirar, entre otros artículos de valor inestimable, los tesoros de la monarquía sajona.
En 2010 fue el lugar elegido para sortear los grupos de la Copa Mundial Femenina de Fútbol Sub-20 de 2010.